# Ногейра, Жуан
Жуа́н Гонса́лвис Ноге́йра (порт.-браз. Juan Gonçalves Nogueira; род. 1 мая 1988, Сан-Паулу, Бразилия) — бразильский боксёр, представитель тяжёлой весовой категории. Выступает за сборную Бразилии по боксу начиная с 2012 года, участник Олимпийских игр (2016), бронзовый призёр Южноамериканских игр, победитель и призёр турниров международного и национального значения.

## Биография
Жуан Ногейра родился 1 мая 1988 года в городе Сан-Паулу. Проходил подготовку в клубе Equipe Tony Boxe, в разное время был подопечным тренеров Абела Бокову, Клаудиу Айреса, Жуана Карлуса Барруса и Матеуса Алвиса.
Впервые заявил о себе в 2006 году, выиграв бронзовую медаль на юниорском панамериканском первенстве в Буэнос-Айресе.
В 2012 году впервые попал в число призёров взрослого национального первенства Бразилии, получив в тяжёлой весовой категории бронзу. Год спустя вошёл в основной состав бразильской национальной сборной и начал активно выступать на различных международных турнирах, в частности выиграл бронзовые медали на международном турнире Чео Апонте в Пуэрто-Рико и на Мемориале Феликса Штамма в Варшаве. Боксировал на чемпионате мира в Алма-Ате, где был остановлен россиянином Евгением Тищенко.
На Южноамериканских играх 2014 года в Сантьяго завоевал награду бронзового достоинства, также в этом сезоне одержал победу на турнире Чео Апонте.
В 2015 году выиграл Кубок независимости в Доминиканской республике, стал бронзовым призёром панамериканского чемпионата в Венесуэле. При этом на мировом первенстве в Дохе дошёл лишь до 1/8 финала, проиграв представителю Казахстана Василию Левиту. Не смог попасть в число призёров и на Панамериканских играх в Торонто.
Благодаря череде удачных выступлений Ногейра удостоился права защищать честь страны на домашних летних Олимпийских играх 2016 года в Рио-де-Жанейро. Он благополучно преодолел первого соперника в категории до 91 кг, но во втором бою со счётом 0:3 уступил Евгению Тищенко, который в итоге и стал победителем этого олимпийского турнира.
После домашней Олимпиады Жуан Ногейра остался в составе боксёрской команды Бразилии и продолжил принимать участие в крупнейших международных турнирах. Так, в 2017 году он выступил на панамериканском чемпионате в Гондурасе и на чемпионате мира в Гамбурге, где был выбит из борьбы за медали Василием Левитом.